# Ziyad Khalaf Raja al-Karbuli
Ziyād Khalaf Rajā al-Karbūlī (in arabo زياد خلف رجا الكربولي‎?; al-Qa'im, ... – 4 febbraio 2015) è stato un terrorista iracheno.
Terrorista fondamentalista, già ufficiale iracheno e figlio dello sceicco della tribù degli al-Karabla, clan dei Dulaym. 

## Arresto e processo
Fu catturato dai servizi d'Intelligence giordani nel maggio del 2006 e incriminato per essere stato un importante collaboratore del terrorista Abū Muṣʿab al-Zarqāwī: accusa respinta da al-Karbūlī, che dichiarò la sua innocenza al tribunale chiamato a giudicarlo. 

Egli negò di essere stato prelevato di essere stato arrestato il 10 maggio in Iraq nel corso di un'operazione congiunta tra le forze armate e l'Intelligence della Giordania, dichiarando di essere stato "rapito" in Libano il 6 maggio.
Il 23 maggio 2006 ammise tuttavia di essere un veterano di al-Jamāʿat al-Tawḥīd wa al-Jihād (poi al-Qāʿida in Iraq) e uno stretto collaboratore di Abū Muṣʿab al-Zarqāwī, riconoscendo di aver sequestrato e provocato la morte di cittadini giordani, inclusi autisti di autotreni, di aver sequestrato parimenti un cittadino iracheno e due marocchini nell'ottobre del 2005.

## Esecuzione
Fu condannato a morte e la pena fu eseguita il 4 febbraio 2015 per impiccagione, con le stesse modalità decretate per la terrorista irachena Sāǧida Mubārak ʿAṭrūs al-Rīshāwī, in relazione con la messa a morte del pilota giordano Muʿādh al-Kasāsbeh (catturato dall'Isis dopo che il suo F-16 era stato abbattuto sui cieli di Raqqa nel dicembre del 2014).